# Finale wereldkampioenschap voetbal 1982

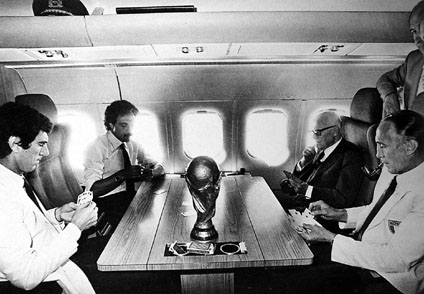
Dino Zoff, Franco Causio, Sandro Pertini en Enzo Bearzot vliegen samen met de FIFA-wereldbeker terug naar Rome.

De finale van het wereldkampioenschap voetbal 1982 was de 12e editie van de voetbalwedstrijd die gespeeld werd in het kader van het FIFA Wereldkampioenschap. De wedstrijd vond plaats op 11 juli 1982 tussen Italië en West-Duitsland. De finale werd gespeeld in het Estadio Santiago Bernabéu in Madrid.
Zowel Italië als West-Duitsland hadden een zwakke start om de finale te bereiken. Italië begon met drie gelijke spelen en bleef het kleine Kameroen nipt op doelsaldo voor, West-Duitsland begon zelfs met een nederlaag tegen Algerije en had een niet-aanvalsverdrag met Oostenrijk nodig om de tweede ronde te bereiken. Italië versloeg vervolgens sterke voetballanden als Argentinië, Brazilië en Polen, terwijl West-Duitsland een 1-3 achterstand tegen Frankrijk moest goedmaken om de finale te halen. Italië was op basis van deze feiten de grote favoriet.
De eerste helft begon voorzichtig, het enige "hoogtepunt" was een gemiste strafschop van Antonio Cabrini namens Italië. Bij West-Duitsland was aanvoerder Karl-Heinz Rummenigge opgenomen in de finale, terwijl hij nauwelijks fit was. In de tweede helft was Paolo Rossi weer scherp voor de goal en na de 1-0 voorsprong werden de Duitsers overklast. Marco Tardelli en Alessandro Altobelli scoorden beiden na een indrukwekkende rush van Bruno Conti. Op de ere-tribune had de Italiaanse president Sandro Pertini veel plezier en gaf duidelijk aan de West-Duitse delegatie en koning Juan Carlos van Spanje aan, dat de overwinning zeker was. Iconisch was het extatische gejuich van Tardelli na zijn doelpunt. Hij rende na het doelpunt met armen op borsthoogte en gebalde vuisten richting de bank, wild schuddend met zijn hoofd en met tranen in zijn ogen. Paul Breitner scoorde vlak voor tijd een tegendoelpunt en werd daarmee de tweede speler na Vava die twee keer scoorde in een WK-finale.

## Route naar de finale
| Land        | Wed | W | G | V | DV | DT | Ptn |
| ----------- | --- | - | - | - | -- | -- | --- |
| Joegoslavië | 8   | 6 | 1 | 1 | 22 | 7  | 13  |
| Italië      | 8   | 5 | 2 | 1 | 12 | 5  | 12  |
| Denemarken  | 8   | 4 | 0 | 4 | 14 | 11 | 8   |
| Griekenland | 8   | 3 | 1 | 4 | 10 | 13 | 7   |
| Luxemburg   | 8   | 0 | 0 | 8 | 1  | 23 | 0   |

| Land           | Wed | W | G | V | DV | DT | Ptn |
| -------------- | --- | - | - | - | -- | -- | --- |
| West-Duitsland | 8   | 8 | 0 | 0 | 33 | 3  | 16  |
| Oostenrijk     | 8   | 5 | 1 | 2 | 16 | 6  | 11  |
| Bulgarije      | 8   | 4 | 1 | 3 | 11 | 10 | 9   |
| Albanië        | 8   | 1 | 0 | 7 | 4  | 22 | 2   |
| Finland        | 8   | 1 | 0 | 7 | 4  | 27 | 2   |

| Land     | Wed | Win | Gel | Ver | DV | DT | +/− | Pnt |
| -------- | --- | --- | --- | --- | -- | -- | --- | --- |
| Polen    | 3   | 1   | 2   | 0   | 5  | 1  | 4   | 4   |
| Italië   | 3   | 0   | 3   | 0   | 2  | 2  | 0   | 3   |
| Kameroen | 3   | 0   | 3   | 0   | 1  | 1  | 0   | 3   |
| Peru     | 3   | 0   | 2   | 1   | 2  | 6  | –4  | 2   |

| Land           | Wed | Win | Gel | Ver | DV | DT | +/− | Pnt |
| -------------- | --- | --- | --- | --- | -- | -- | --- | --- |
| West-Duitsland | 3   | 2   | 0   | 1   | 6  | 3  | 3   | 4   |
| Oostenrijk     | 3   | 2   | 0   | 1   | 3  | 1  | 2   | 4   |
| Algerije       | 3   | 2   | 0   | 1   | 5  | 5  | 0   | 4   |
| Chili          | 3   | 0   | 0   | 3   | 3  | 8  | –5  | 0   |

| Land       | Wed | Win | Gel | Ver | DV | DT | +/− | Pnt |
| ---------- | --- | --- | --- | --- | -- | -- | --- | --- |
| Italië     | 2   | 2   | 0   | 0   | 5  | 3  | 2   | 4   |
| Brazilië   | 2   | 1   | 0   | 1   | 5  | 4  | 1   | 2   |
| Argentinië | 2   | 0   | 0   | 2   | 2  | 5  | –3  | 0   |

| Land           | Wed | Win | Gel | Ver | DV | DT | +/− | Pnt |
| -------------- | --- | --- | --- | --- | -- | -- | --- | --- |
| West-Duitsland | 2   | 1   | 1   | 0   | 2  | 1  | 1   | 3   |
| Engeland       | 2   | 0   | 2   | 0   | 0  | 0  | 0   | 2   |
| Spanje         | 2   | 0   | 1   | 1   | 1  | 2  | –1  | 1   |

## Wedstrijddetails
|                                            |                                      |       |                | |
| 11 juli 1982 20:00 MEZT «onderlinge duels» | Italië                               | 3 – 1 | West-Duitsland | Estadio Santiago Bernabéu, Madrid Toeschouwers: 90.000 Scheidsrechter: Arnaldo Cézar Coelho (Brazilië) |
| 11 juli 1982 20:00 MEZT «onderlinge duels» | Rossi 57' Tardelli 69' Altobelli 81' |       | 83' Breitner   | Estadio Santiago Bernabéu, Madrid Toeschouwers: 90.000 Scheidsrechter: Arnaldo Cézar Coelho (Brazilië) |

| Italië | West-Duitsland |

| Italië:        |    |                      |        |
|                |    |                      |        |
| GK             | 1  | Dino Zoff            |        |
| RB             | 6  | Claudio Gentile      |        |
| CB             | 5  | Fulvio Collovati     |        |
| CB             | 7  | Gaetano Scirea       |        |
| CB             | 3  | Giuseppe Bergomi     |        |
| LB             | 4  | Antonio Cabrini      |        |
| DM             | 13 | Gabriele Oriali      | 73'    |
| RM             | 16 | Bruno Conti          | 31'    |
| CM             | 14 | Marco Tardelli       |        |
| LM             | 19 | Francesco Graziani   | 7'     |
| CF             | 20 | Paolo Rossi          |        |
| Wisselspelers: |    |                      |        |
| FW             | 18 | Alessandro Altobelli | 7' 89' |
| MF             | 15 | Franco Causio        | 89'    |
| Coach:         |    |                      |        |
| Enzo Bearzot   |    |                      |        |

| West-Duitsland: |    |                       |         |
|                 |    |                       |         |
| GK              | 1  | Harald Schumacher     |         |
| RB              | 14 | Manfred Kaltz         |         |
| CB              | 4  | Karlheinz Förster     |         |
| CB              | 17 | Uli Stielike          | 73'     |
| CB              | 2  | Bernd Förster         |         |
| LB              | 3  | Hans-Peter Briegel    |         |
| CM              | 6  | Wolfgang Dremmler     | 61' 62' |
| CM              | 8  | Paul Breitner         |         |
| RW              | 10 | Karl-Heinz Rummenigge | 70'     |
| CF              | 11 | Pierre Littbarski     | 88'     |
| LW              | 19 | Klaus Fischer         |         |
| Wisselspelers:  |    |                       |         |
| FW              | 9  | Horst Hrubesch        | 62'     |
| MF              | 10 | Hansi Müller          | 70'     |
| Coach:          |    |                       |         |
| Jupp Derwall    |    |                       |         |

## Overzicht van wedstrijden
| Eerste ronde | | |
| Groep A | Groep B | Groep C |
| Italië – Polen Kameroen – Peru Italië – Peru Kameroen – Polen Polen – Peru Italië – Kameroen                                                       | West-Duitsland – Algerije Chili – Oostenrijk West-Duitsland – Chili Oostenrijk – Algerije Algerije – Chili West-Duitsland – Oostenrijk    | Argentinië – België Hongarije – El Salvador Argentinië – Hongarije België – El Salvador België – Hongarije Argentinië – El Salvador                |
| Groep D | Groep E | Groep F |
| Engeland – Frankrijk Tsjecho-Slowakije – Koeweit Engeland – Tsjecho-Slowakije Frankrijk – Koeweit Frankrijk – Tsjecho-Slowakije Engeland – Koeweit | Spanje – Honduras Joegoslavië – Noord-Ierland Spanje – Joegoslavië Honduras – Noord-Ierland Honduras – Joegoslavië Spanje – Noord-Ierland | Brazilië – Sovjet-Unie Schotland – Nieuw-Zeeland Brazilië – Schotland Sovjet-Unie – Nieuw-Zeeland Sovjet-Unie – Schotland Brazilië – Nieuw-Zeeland |

| Tweede ronde                                            |                                                                     |                                                             |                                                                             |
| Groep 1                                                 | Groep 2                                                             | Groep 3                                                     | Groep 4                                                                     |
| België – Polen België – Sovjet-Unie Polen – Sovjet-Unie | Engeland – West-Duitsland West-Duitsland – Spanje Engeland – Spanje | Italië – Argentinië Brazilië – Argentinië Italië – Brazilië | Frankrijk – Oostenrijk Oostenrijk – Noord-Ierland Noord-Ierland – Frankrijk |
| Halve finales                                           |                                                                     |                                                             |                                                                             |
| Polen – Italië                                          | Polen – Italië                                                      | West-Duitsland – Frankrijk                                  | West-Duitsland – Frankrijk                                                  |
| Troostfinale                                            |                                                                     |                                                             |                                                                             |
| Frankrijk – Polen                                       |                                                                     |                                                             |                                                                             |
| Finale                                                  |                                                                     |                                                             |                                                                             |
| Italië – West-Duitsland                                 |                                                                     |                                                             |                                                                             |

DFB · A-internationals · Bondscoaches · Duits vrouwenelftal · Olympisch elftal · Duitsland U21 · Duitsland U20 · Duitsland U19 · Duitsland U18 · Duitsland U17 · Duitsland U16 · Vrouwen U17
1905 – 1919 · 
1920 – 1929 · 
1930 – 1939 · 
1940 – 1949 · 
1950 – 1959 · 
1960 – 1969 · 
1970 – 1979 · 
1980 – 1989 · 
1990 – 1999 · 
2000 – 2009 · 
2010 – 2019 · 
2020 – 2029
EK's: 1972 · 
1976 · 
1980 · 
1984 · 
1988 · 
1992 · 
1996 · 
2000 · 
2004 · 
2008 · 
2012 · 
2016 · 
2020 · 
2024
CC: 1999 · 
2005 · 
2017
WK's: 1934 ·
1938 · 
1954 · 
1958 · 
1962 · 
1966 · 
1970 · 
1974 · 
1978 · 
1982 · 
1986 · 
1990 · 
1994 · 
1998 · 
2002 · 
2006 · 
2010 · 
2014 · 
2018 · 
2022
OS: 1912 ·
1928 ·
1936 ·
2016 ·
2020
Albanië ·
Algerije ·
Argentinië ·
Armenië ·
Australië ·
Azerbeidzjan ·
België ·
Bohemen en Moravië ·
Bolivia ·
Bosnië en Herzegovina ·
Brazilië ·
Bulgarije ·
Canada ·
Chili ·
China ·
Colombia ·
Costa Rica ·
Cyprus ·
DDR ·
Denemarken ·
Ecuador ·
Egypte ·
Engeland ·
Estland ·
Faeröer ·
Finland ·
Frankrijk ·
Georgië ·
Ghana ·
Gibraltar ·
GOS ·
Griekenland ·
Hongarije ·
Ierland ·
IJsland ·
Iran ·
Israël ·
Italië ·
Ivoorkust ·
Japan ·
Joegoslavië ·
Kameroen ·
Kazachstan ·
Koeweit ·
Kroatië ·
Letland ·
Liechtenstein ·
Litouwen ·
Luxemburg ·
Malta ·
Marokko ·
Mexico ·
Moldavië ·
Nederland ·
Nieuw-Zeeland ·
Nigeria ·
Noord-Ierland ·
Noord-Macedonië ·
Noorwegen ·
Oekraïne ·
Oman ·
Oostenrijk ·
Paraguay ·
Peru ·
Polen ·
Portugal ·
Roemenië ·
Rusland ·
Saarland ·
San Marino ·
Saoedi-Arabië ·
Schotland ·
Servië ·
Servië en Montenegro · 
Slovenië ·
Slowakije ·
Sovjet-Unie ·
Spanje ·
Thailand ·
Tsjechië ·
Tsjecho-Slowakije ·
Tunesië ·
Turkije ·
Uruguay ·
Verenigde Arabische Emiraten ·
Verenigde Staten ·
Wales ·
Wit-Rusland ·
Zuid-Afrika ·
Zuid-Korea ·
Zweden ·
Zwitserland
Algerije (1982) · 
Algerije (2014) · 
Argentinië (1986) ·
Argentinië (1990) ·
Argentinië (2006) ·
Argentinië (2014) · 
Australië (2010) ·
België (1980) · 
Brazilië (2002) ·
Brazilië (2014) · 
Chili (1982) ·
Costa Rica (2006) ·
Denemarken (1992) ·
Denemarken (2012) · 
Ecuador (2006) ·
Engeland (1966) ·
Engeland (1982) ·
Engeland (2010) ·
Engeland (2021) ·
Frankrijk (2014) · 
Frankrijk (2021) · 
Ghana (2014) ·
Griekenland (2012) · 
Hongarije (1954, 2) ·
Hongarije (2021) ·
Italië (1982) ·
Italië (2006) ·
Italië (2012) · 
Japan (2022) · 
Kroatië (2008) ·
Mexico (2018) ·
Nederland (1974) ·
Nederland (2012) ·
Oekraïne (2016) ·
Oostenrijk (1982) ·
Oostenrijk (2008) ·
Polen (2006) ·
Polen (2008) ·
Polen (2016) ·
Portugal (2006) ·
Portugal (2008) ·
Portugal (2012) ·
Portugal (2014) ·
Portugal (2021) ·
Servië (2010) ·
Sovjet-Unie (1972) · 
Spanje (1982) ·
Spanje (2008) ·
Spanje (2022) ·
Tsjechië (1996, 2) · 
Tsjecho-Slowakije (1976) ·
Turkije (2008) ·
Verenigde Staten (2014) ·
Zuid-Korea (2018) ·
Zweden (2006)
FIGC · A-internationals · Selecties · Bondscoaches · Italiaans vrouwenelftal · Olympisch elftal · Italië U21 · Italië U20 · Italië U19 · Italië U18 · Italië U17 · Italië U16 · Vrouwen U17
1910 – 1919 ·
1920 – 1929 ·
1930 – 1939 ·
1940 – 1949 ·
1950 – 1959 ·
1960 – 1969 ·
1970 – 1979 ·
1980 – 1989 ·
1990 – 1999 ·
2000 – 2009 ·
2010 – 2019 ·
2020 − 2029
EK's: 1968 · 
1980 · 
1988 · 
1996 · 
2000 · 
2004 · 
2008 · 
2012 · 
2016 ·
2020 ·
2024
WK's: 1934 · 
1938 · 
1950 · 
1954 · 
1962 · 
1966 · 
1970 · 
1974 · 
1978 · 
1982 · 
1986 · 
1990 · 
1994 · 
1998 · 
2002 · 
2006 · 
2010 · 
2014
OS: 1912 · 
1920 · 
1924 · 
1928 · 
1936 · 
1948 · 
1952 · 
1960 · 
1984 · 
1988 · 
1992 · 
1996 · 
2000 · 
2004 · 
2008
1911 · 
1912 · 
1913 · 
1914 · 
1915 · 
1916 · 1917 · 1918 · 1919 · 
1920 · 
1921 · 
1922 · 
1923 · 
1924 · 
1925 · 
1926 · 
1927 · 
1928 · 
1929 · 
1930 · 
1931 · 
1932 · 
1933 · 
1934 · 
1935 · 
1936 · 
1937 · 
1938 · 
1939 · 
1940 · 
1941 · 
1942 · 
1943 · 1944 · 
1945 · 
1946 · 
1947 · 
1948 · 
1949 · 
1950 · 
1952 · 
1952 · 
1953 · 
1954 · 
1955 · 
1956 · 
1957 · 
1958 · 
1959 · 
1960 · 
1961 · 
1962 · 
1963 · 
1964 · 
1965 · 
1966 · 
1967 · 
1968 · 
1969 · 
1970 · 
1971 · 
1972 · 
1973 · 
1974 · 
1975 · 
1976 · 
1977 · 
1978 · 
1979 · 
1980 · 
1981 · 
1982 · 
1983 · 
1984 · 
1985 · 
1986 · 
1987 · 
1988 · 
1989 · 
1990 ·
1991 · 
1992 · 
1993 · 
1994 · 
1995 · 
1996 · 
1997 · 
1998 · 
1999 · 
2000 · 
2001 · 
2002 · 
2003 · 
2004 · 
2005 · 
2006 · 
2007 · 
2008 · 
2009 · 
2010 · 
2011 · 
2012 · 
2013 · 
2014 · 
2015 · 
2016 · 
2017 ·
2018 ·
2019 ·
2020 ·
2021 ·
2022 ·
2023 ·
2024
Albanië ·
Algerije ·
Argentinië ·
Armenië ·
Australië ·
Azerbeidzjan ·
België ·
Bosnië en Herzegovina ·
Brazilië ·
Bulgarije ·
Canada ·
Chili ·
China ·
Costa Rica ·
Cyprus ·
DDR ·
Denemarken ·
Duitsland ·
Ecuador ·
Egypte ·
Engeland ·
Estland ·
Faeröer ·
Finland ·
Frankrijk ·
Georgië ·
Ghana ·
Griekenland ·
Haïti ·
Hongarije ·
Ierland ·
IJsland ·
Israël ·
Ivoorkust ·
Japan ·
Joegoslavië ·
Kameroen ·
Kroatië ·
Liechtenstein · 
Litouwen ·
Luxemburg ·
Malta ·
Marokko ·
Mexico ·
Moldavië ·
Montenegro ·
Nederland ·
Nieuw-Zeeland ·
Nigeria ·
Noord-Ierland ·
Noord-Korea ·
Noord-Macedonië ·
Noorwegen ·
Oekraïne ·
Oostenrijk ·
Paraguay ·
Peru ·
Polen ·
Portugal ·
Roemenië ·
Rusland ·
San Marino ·
Saoedi-Arabië ·
Schotland ·
Servië ·
Servië en Montenegro ·
Slovenië ·
Slowakije ·
Sovjet-Unie ·
Spanje ·
Tsjechië ·
Tsjecho-Slowakije ·
Tunesië ·
Turkije ·
Uruguay ·
Venezuela ·
Verenigde Staten ·
Wales ·
Wit-Rusland ·
Zuid-Afrika ·
Zuid-Korea ·
Zweden ·
Zwitserland
Argentinië (1982) · 
Australië (2006) · 
België (2016) · 
België (2021) · 
Brazilië (1970) · 
Brazilië (1982) · 
Brazilië (1994) · 
Costa Rica (2014) · 
Duitsland (2006) · 
Duitsland (2012) · 
Engeland (2012) ·
Engeland (2014) ·
Engeland (2021) ·
Frankrijk (2000) · 
Frankrijk (2006) · 
Frankrijk (2008) · 
Ghana (2006) · 
Hongarije (1938) · 
Ierland (2012) · 
Joegoslavië (1968) · 
Kameroen (1982) · 
Kroatië (2012) · 
Nederland (2008) · 
Nieuw-Zeeland (2010) · 
Oekraïne (2006) · 
Oostenrijk (2021) · 
Paraguay (2010) · 
Peru (1982) · 
Polen (1982, 1) · 
Polen (1982, 2) · 
Roemenië (2008) · 
Spanje (2008) ·
Spanje (2012, 1) ·
Spanje (2012, 2) ·
Spanje (2016) ·
Spanje (2021) ·
Tsjechië (2006) · 
Turkije (2021) · 
Uruguay (2014) · 
Verenigde Staten (2006) · 
Wales (2021) · 
West-Duitsland (1982) · 
Zweden (2016) · 
Zwitserland (2021)